# Rio Calabor
Calabor é um rio international que nasce na Serra de Gamoneda, na província de Castela e Leão em Espanha.